# Tell Halaf
Tell Halaf (àrab: تل حلف, Tall Ḥalaf) és un jaciment arqueològic de Síria a la governació d'al-Hasakah al nord-est del país prop de la frontera amb Turquia, enfront de Ceylanpınar, a la vall i prop del naixement del Khabur.
Fou la primera troballa de cultura neolítica que va agafar el nom del jaciment. Està datada entre 6100 i 5400 aC. La fase més antiga es localitza a Arpachiya, i després es va estendre al curs mitjà i alt de l'Eufrates fins a Anatòlia, a l'est fins a les muntanyes Zagros, la Mesopotàmia meridional o baixa (relació amb la ceràmica anomenada d'Hajji Mohammed), i cap a l'oest fins a Baghouz a la vall de l'Eufrates, Síria del nord i fins a la Mediterrània.
La seva economia era agrícola i ramadera amb cultius de civada de secà i pastura d'ovelles i cabres. Els assentaments són de mesura reduïda, de forma senzilla i rectangular, i amb les típiques construccions del tipus tolos o sigui rodona i amb volta, però afegeixen sobre anteriors models una avantsala també rectangular, allargada, model molt estès per Mesopotàmia (Tepe Gaura, Tell Hassuna i Tell Yunus).

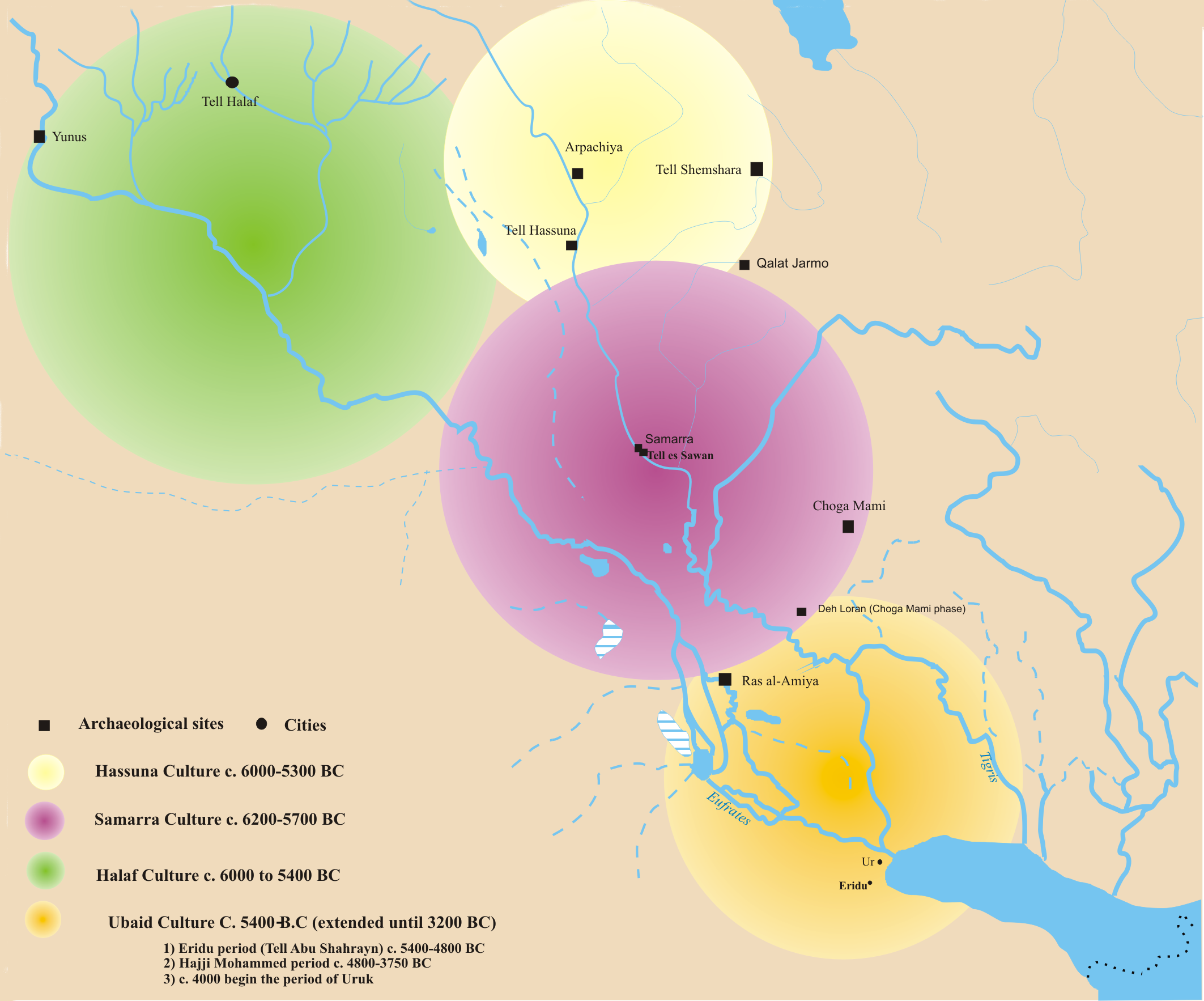
Cultures mesopotàmiques
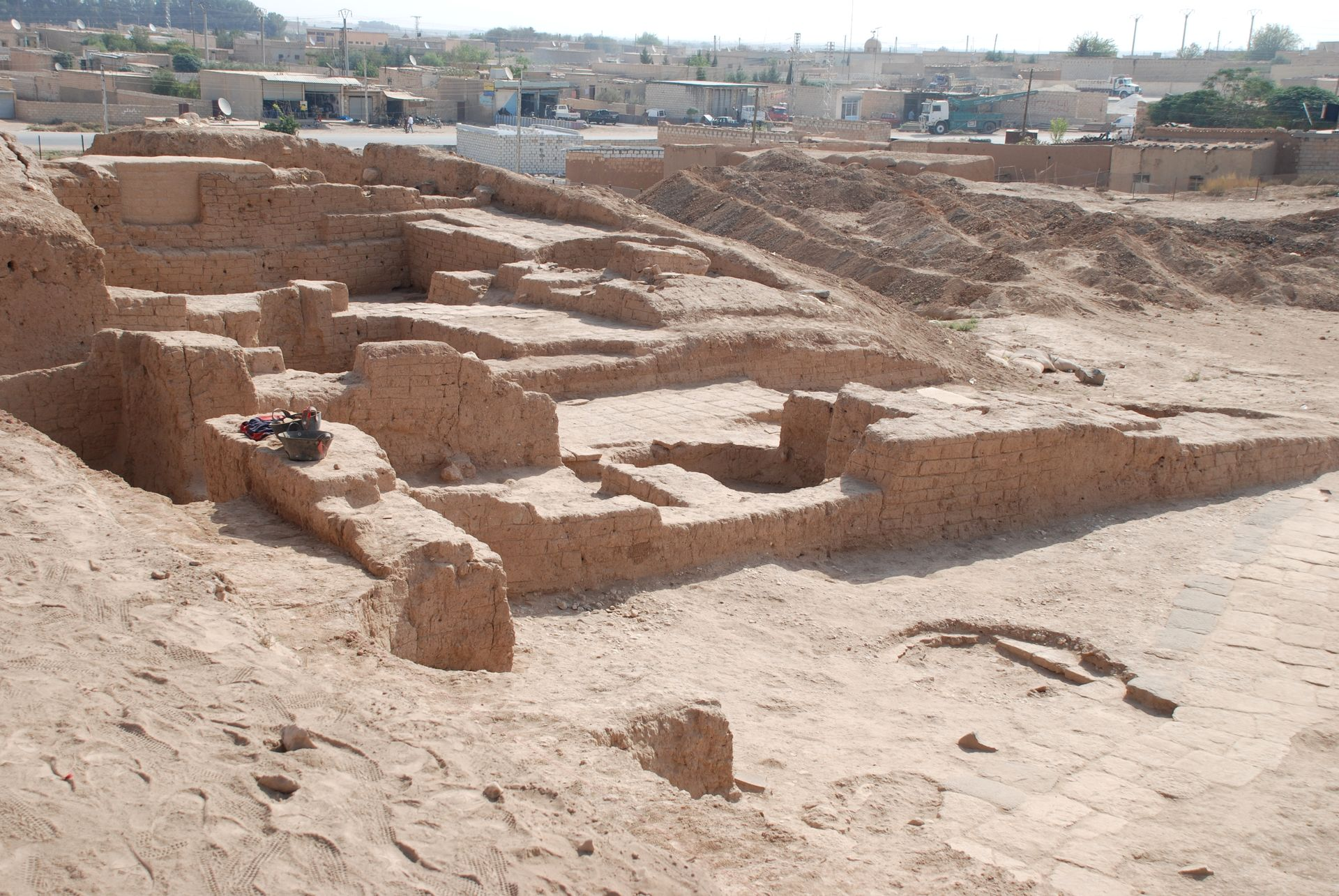
Ruïnes del palau

Es caracteritza per la ceràmica pintada amb dibuixos geomètrics i animals. La seva ceràmica es va difondre cap a Síria i Cilícia i cap a Armènia. En el moment de major auge va portar decoracions policromes; les pintures agafaven una lluentor esmaltada perquè eren cuites a altes temperatures. Abunden les figures femenines policromades en posició ajupida, pits exagerats sota els quals es creuen el braços, cuixes grosses i cap poc format; els animals representats són generalment de bovins.
Els llocs d'Arpachiya a la comarca de Sindjar (períodes 6, 7 i 9), i el de Chagar Baçar són els que donen més detalls sobre els aspectes de l'evolució de la cultura d'Halaf, amb l'ús freqüent d'un edifici circular amb volta similar al de la cultura d'Hassuna. La cultura d'Halaf va progressar i va substituir a la d'Hassuna (prop de Mossul).
Tell Halaf fou després el lloc de la ciutat estat aramea de Guzana o Gozan.

## Descobriment
Tell vol dir turó i Halaf en arameu vol dir «fet d'una ciutat antiga». El nom original no és conegut i per això se l'anomena amb el seu nom actual.
El va descobrir el 1899 el Baró Max von Oppenheim, un diplomàtic alemany, durant la inspecció pel ferrocarril de Bagdad, amb el territori sota domini otomà.
El va excavar del 1911 al 1913 i més tard el 1929 ja sota mandat francès. Molts dels objectes foren portats a Berlín on es va fundar un museu per allotjar els descobriments, que fou destruït en un bombardeig a la Segona Guerra Mundial i molts objectes es van perdre i altres van quedar danyats. Anys després, el 2001, amb les restes trencades (emmagatzemades al Museu de Pèrgam) es van poder reconstruir molts dels objectes.
Noves excavacions van començar el 2006 en cooperació entre Síria i Alemanya, dirigides per Lutz Martin (del Vorderasiatisches Museum de Berlín) i Abd al-Masih Bagdo (Directori d'Antiguitats d'Hassake).